# Savissivik
Savissivik [saˈvisːivik] (nach alter Rechtschreibung Savigsivik; Inuktun Haviggivik [haˈviçːivi(k)]) ist eine grönländische Siedlung im Distrikt Qaanaaq in der Avannaata Kommunia.

## Lage
Savissivik liegt an der Südwestküste einer gleichnamigen Insel (Meteoritø) direkt vor dem Berg Qaarlersuaq. Südlich liegt die kleine Insel Salleq (Bushnan Ø). Der Ort befindet sich isoliert an der Nordküste der Melville-Bucht und ist zugleich der mit Abstand südlichste des Distrikts. Die nächste Ansiedlung ist Pituffik, das etwa 110 km nordwestlich liegt, und bis zum nächsten zivilen Ort, Qeqertat, sind es 169 km nach Norden. Der nächstgelegene Ort der Westküste ist Kullorsuaq, das 274 km südöstlich am Ostufer der Melville-Bucht liegt. 37 km westlich liegt das Kap York (Serfarmiut Nuaat).

## Geschichte
Savissivik ist der einzige übriggebliebene Ort der Wohnplatzgruppe Nigerliit an der Melville-Bucht. Diese Wohnplatzgruppe war die südlichste der Inughuit. 1939 erhielt Savissivik den Udstedsstatus und im selben Jahr wurde ein Packhaus mit Laden errichtet. 1946 wurde eine kleine Schulkapelle gebaut. 1951 hatte Savissivik 58 Einwohner. 1952 lebten 61 Menschen im Ort und 1953 waren es 54 Personen. 1953 wurde eine Telestation errichtet, 1954 ein Speckhaus und 1955 eine Wohnung für die Hebamme. Die Einwohnerzahl stieg weiter an. 1960 hatte Savissivik 66 Einwohner und 1970 schon 95. Später stieg sie auf weit über 100 Personen an. 1962 wurde in Savissivik eine Kirche gebaut.
Die Gegend ist bekannt für den Kap-York-Meteoriten, dessen bekannteste Bruchstücke Ahnighito und Agpalilik aus der Gegend stammen und den dort lebenden Inughuit Metall bereitstellten, worauf sich auch der Ortsname bezieht. Ahnighito wurde von Robert Edwin Peary Ende des 19. Jahrhunderts nach New York City transportiert, 1925 ein weiteres 1918 von Knud Rasmussen entdecktes Bruchstück nach Kopenhagen, und 1963 wurde Agpalilik gefunden, der 1967 ebenfalls nach Kopenhagen verschifft wurde.

## Wirtschaft
Der wichtigste Wirtschaftszweig in Savissivik ist die Jagd nach Robben und Krabbentauchern sowie Eisbären und Narwalen und in geringerem Maße der Fang von Heilbutt. Die Fischfabrik in Savissivik produziert Heilbutt und Mattak. Weitere Beschäftigungsmöglichkeiten sind das Kunsthandwerk, der Laden, die Schule und die Verwaltung.

## Infrastruktur und Versorgung
Es gibt keinen befestigten Hafen in Savissivik und die Boote liegen am Strand. Einmal pro Jahr läuft ein Versorgungsschiff Savissivik an. Der Heliport Savissivik verbindet den Ort per Luft mit der Umgebung.
Die Stromversorgung wird durch Nukissiorfiit mittels Kraftwerk gewährleistet, während die Trinkwasserversorgung im Sommer über die beiden Seen Tasersuaq und Taseq Eqalulik und im Winter durch Schneeschmelze gesichert wird. Müll wird deponiert und verbrannt und Abwasser in den Boden geleitet. TELE Greenland ist für die telekommunikative Anbindung zuständig.

## Bebauung
Die Piitaaqqap Atuarfia unterrichtet etwa 15 Schüler von der ersten bis zur neunten Klasse und wurde 1998/99 ausgebaut und enthält seitdem eine Bibliothek. Im Ort befinden sich zudem ein Kindergarten, eine Pilersuisoq-Filiale, eine Schulkapelle, die Kirche von 1962, eine Werkstatt, ein Dorfbüro, ein Servicegebäude und ein Versammlungsgebäude.

## Bevölkerungsentwicklung
Die Einwohnerzahl von Savissivik hat sich seit den 1980er Jahren mehr als halbiert. Dennoch ist der Ort heute noch das größte Dorf des Distrikts.

## Söhne des Ortes
- Uvdloriaĸ Løvstrøm (1936–2015), Kommunalpolitiker und Gewerkschaftler
- Ilannguaq G. Jensen (* 1939), Pastor, Propst, Lehrer und Journalist